# Прушковський повіт
Прушковський повіт (пол. powiat pruszkowski) — один з 37 земських повітів Мазовецького воєводства Польщі.
Утворений 1 січня 1999 року в результаті адміністративної реформи.

## Загальні дані
Повіт знаходиться у центральній частині воєводства.
Адміністративний центр — місто Прушкув.
Станом на 1.01.2008 населення становить 147 414 осіб, площа 246,3 км².

## Демографія
Демографічні дані повіту станом на 30.06.2005:
|       | Всього  | Всього | Жінки  | Жінки | Чоловіки | Чоловіки |
| ----- | ------- | ------ | ------ | ----- | -------- | -------- |
|       | осіб    | %      | осіб   | %     | осіб     | %        |
| Повіт | 144 418 | 100    | 76 023 | 52,6  | 68 395   | 47,4     |
| Міста | 90 189  | 100    | 47 931 | 53,1  | 42 258   | 46,9     |
| Села  | 54 229  | 100    | 28 092 | 51,8  | 26 137   | 48,2     |